# Andrea Duro Flores
Andrea Duro (Madrid, 14 d'octubre de 1991) és una actriu madrilenya, coneguda pels seus papers com Yolanda "Yoli" de Física o química d'Antena 3, Mara a la pel·lícula Tres metros sobre el cielo o com 'Enriqueta' a El Secreto de Puente Viejo.

## Filmografia

### Cinema
| Llargmetratges - Tres metros sobre el cielo (2010) - Juan de los Muertos (2011) - Promoció fantasma (2012) - Al final todos mueren (2013) - Pixel Theory (2013) - En apatía secuelas del odio (2013) - Por un puñado de besos(2014) - Perdona si te llamo amor (2014) | Curtmetratges - Mogollon de Daño(2012) - El dia cero (2012) |

### Televisió
- Cuestion de sexo (2007)
- Física o química (2008-2011)
- El Secreto de Puente Viejo (2011-2012)
- Gran Hotel (2013)

## Premis
| Any  | Premi                     | Categoria                              | Títol                      | Resultat   |
| ---- | ------------------------- | -------------------------------------- | -------------------------- | ---------- |
| 2011 | Premis Kapital            | Actriu Revelació a les Arts Escèniques | Tres metros sobre el cielo | Guanyadora |
| 2011 | Premios Magazine Estrella | Millor Actriu de la Televisió Nacional | Física o química           | Guanyadora |